# Юрґен Тіле
Юрґен Тіле (нім. Jürgen Thiele, 8 серпня 1959) — східнонімецький академічний веслувальник.
Олімпійський чемпіон 1980 року в складі розпашної четвірки без стернового.
Срібний призер ігор Дружба-84 у складі вісімки.